# توماس كليمنت فليتشير
توماس كليمنت فليتشير (بالإنجليزية: Thomas Clement Fletcher)‏ هو محامي وضابط وسياسي أمريكي، ولد في 22 يناير 1837 في هيركيولانوم في الولايات المتحدة، وتوفي في 25 مارس 1899. حزبياً، نشط في الحزب الجمهوري. وقد انتخب حاكم ميسوري ‏ (2 يناير 1865 – 12 يناير 1869).